# Монвиль
Монвиль (фр. Montville) — город на севере Франции, регион Нормандия, департамент Приморская Сена, округ Руан, кантон Буа-Гиойм. Расположен в 15 км к северу от Руана, в 3 км от автомагистрали А151. На северо-востоке коммуны находится железнодорожная станция Монвиль линии Малоне-Ле-Ульм―Дьеп.
Население (2018) — 4 661 человек.

## История
Монвиль был основан в XI веке. В 1030 году основывается городская церковь. В марте 1472 года, король Людовик XI разрешил устраивать в городе ежегодные ярмарки, в то же самое время растёт население города. Король Генрих IV закрепляет в Монвиле баронство.
На протяжении всего XIX века многие иммигранты из Западной Нормандии поселялись в Монвиле, и работали в процветающей на тот момент текстильной промышленности долины.

## Смерч
19 августа 1845 года, на город обрушился невероятной силы смерч, получивший известность во всём мире. 
В тот день было невыносимо жарко. В три часа дня пошёл дождь с крупным градом, над Руаном повисла огромная туча, из которой к Сене спустился смерчевой хобот с первоначальным диаметром в 100 метров. Вихрь перебирается на правый берег Сены и спускается в долину, в которой находилось несколько посёлков, включая Малоне и Монвиль. Смерч уничтожил всё, что стояло у него на пути, в том числе и три огромные прядильные фабрики. После этого, смерч пошёл на северо-восток, пересёк холм и ушёл в лес, посередине которого и исчез. В результате погибло, по крайней мере, 75 человек и ранено 136 человек. В 1989 году, смерчу была присвоена наивысшая категория по шкале Фудзиты - F5.
Известный французский поэт, Гюстав Флобер, упоминает об этой трагедии в своём письме Луизе Коле, от 26 августа 1846 года.

## Достопримечательности
- Церковь Успения Богоматери (Notre-Dame-de-l'Assomption) XV—XVI веков с колокольней XI века;
- Музей пожарных;
- Особняк Буа-Изамбер XVII века.

## Экономика
Структура занятости населения:
- сельское хозяйство — 0,1 %
- промышленность — 5,3 %
- строительство — 6,0 %
- торговля, транспорт и сфера услуг — 32,6 %
- государственные и муниципальные службы — 56,0 %

Уровень безработицы (2017) — 11,9 % (Франция в целом —  13,4 %, департамент Приморская Сена — 15,3 %). 

Среднегодовой доход на 1 человека, евро (2018) — 21 970 (Франция в целом — 21 730, департамент Приморская Сена — 21 140).

## Демография
Динамика численности населения, чел.

## Администрация
Пост мэра Монвиля с 2020 года занимает Анн-Софи Клабо (Anne-Sophie Clabaut). На муниципальных выборах 2020 года возглавляемый ею правый список победил в 1-м туре, получив 65,97 % голосов.
| Период | Период | Фамилия        | Партия                                                                        | Примечания                                                                                               |
| ------ | ------ | -------------- | ----------------------------------------------------------------------------- | --- |
| 1959   | 1993   | Андре Мартен   | Союз за французскую демократию                                                | учитель, президент Генерального совета департамента, депутат Национального собрания Франции, сенатор     |
| 1993   | 1995   | Жак Мот        | Разные правые                                                                 | |
| 1995   | 2015   | Паскаль Мартен | Союз за народное движение Союз за французскую демократию Радикальное движение | полковник пожарной службы, член Генерального совета департамента, президент Совета департамента, сенатор |
| 2015   | 2020   | Мирьям Травер  |                                                                               | |
| 2020   |        | Анн-Софи Клабо | Разные правые                                                                 | учитель                                                                                                  |